# كمتشي

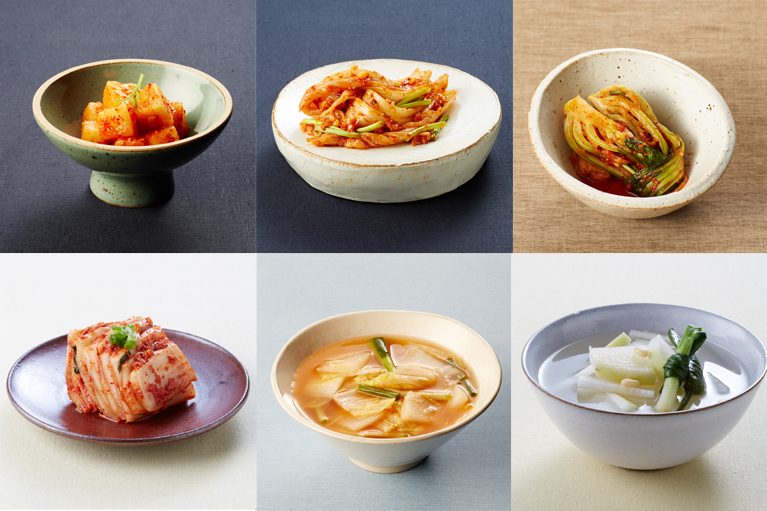
كمجي

الكمجي أو الكمتشي طعام كوري تقليدي وأساسي لا تكاد تخلو منه مائدة فقير أو غني وهو طعام أشبه ما يكون بالمخلل عند العرب وأساسه مادة الملفوف (اللهانة) والثوم الكثير والفلفل الأحمر الحار. الكمجي هو طعام تقليدي مخلل يحفظ في مكان بارد. يمكن أكل الكمجي كمقبلات أو طبق يقدم مع الأرز.
يتكون الكمجي من الملفوف، مسحوق الفلفل الأحمر، والثوم وبعض من الملح. كما تضاف محتويات أخرى حسب الذوق المحلى أو تقاليد العائلة. توضع جميع المكونات بنسب مختلفة حسب الذوق. علما أن الكمجي اعتُبر الوجبة الأكثر شعبية لدى الكوريين منذ مئات السنين. مع العلم أن اللون الأحمر الناتج عن إضافة مسحوق الفلفل الأحمر الحار تمت إضافتة موخرًا.
يعتبر هذا الغذاء هاما جدا بالنسبة للكوريين حيث تعمل الحكومة لديهم بضمان توفير مادة الملفوف شتاء في حالة تضررها نتيجة للبرد القارس وسوء الموسم الزراعي نتيجة للصقيع والبرد القارس.
لدى عمل الكوريين في العراق في الثمانينات من القرن الماضي، استخدم بعض الطهاة الكوريين مادة اللفت (الشلغم) لعمل الطرشي الزهري اللون ليقدم للعمال الكوريين مع وجبات طعامهم عند عدم توفر الملفوف بالأسواق.

## المكونات
```
حبة من الكرنب، 1 فنجان من الملح
```

- المواد الداخلية للكرنب: فجل واحد، مجموعة من دروبوورت ومجموعة من أوراق الخردل، 1 حبة من الكمثرى، 500 غ من الجمبري، 100 غ من الجنزبيل، 18 قطعة من الثوم و1 فنجان فلفل أحمر ونصف فنجان فلفل أحمر مقطع و1 فنجان من الجمبري المالح ومجموعة من البصل الأخضر، 6 قطع من فطر بيوكو التقليدي، نصف فنجان من جوز الصنوبر، 10 حبة من الكستناء

## مرحلة الإعداد
1. قومي بتقسيم الكرنب إلى قسمين واغمريها بالملح لمدة حوالي 4 ساعات واقلبيها في كل 40 دقيقة.

2. ابشري الكمثرى والفجل وقطعيها إلى قطع طويلة ورقيقة.

3. ابشري الكستناء والزنجبيل والثوم وخرطيها على نحو طويل ورقيق.

4. اغسلي دروبوورث وأوراق الخردل والبصل الأخضر وقطعيها بطول 3 سنتمترات.

5. اغسلي فطر بيوكو التقليدي وقطعيها إلى قطع طويلة ورقيقة.

6. تخلصي من رؤوس وذيول وقشور الجمبري.

7. تخلصي من الأمعاء على ظهر الجمبري وقطعي الجمبري إلى قسمين واغسليها بالماء المالح بسرعة وجففيها.

## طريقة الطهو
1. اغسلي الكرنب وجففيه.
2. اقطعي أوراق الكرنب الخارجية واحفظي عليها (أوراقها الخارجية محتاجة عند صنع بوسام كمجي)
3. امزجي باليد المواد الداخلية في الكرنب. (الكمثرى، الفجل، دروبوورت، أوراق الخردل، البصل الأخضر، دقيق الفلفل الأحمر، الجنزبيل، الثوم، الجمبري، الجمبري المالح)
4. ابسطي أوراق الكرنب على شكل طبق عريض.
5. ضعي 1 ملعقة طعام من المواد الداخلية المخلوطة على ورقة الكرنب وضعي الفطر والكستناء وجوز الصنوبر عليها أيضا.
6. قومي بلف وتغطية ورقة الكرنب.
7. يمكن تناوله بعد تخميره لمدة 3 أيام على الأقل في درجات الحرارة العالية.

## علم أصول الكلمات
الكمجي (김치 ، جى ميتشى  [kim.tɕʰi])، مصطلح (جى 지)، الذي نشأ في اللغة الكورية القديمة (ديهي 디히)، يُستخدم للإشارة إلى الكمجي منذ العصور القديمة، وتم تغيير الصوت يمكن وصفها تقريبا على النحو التالي: (ديهى 디히)> (دى 디)> (جى 지)
الكمجي (김치) هي الكلمة المقبولة في كل كوريا الشمالية والجنوبية (لغة أدبية)، وتشمل الأشكال السابقة منها: كلمة (timchɑi 팀 ᄎ ᆡ) في الكورية الأوسط، والكلمة الصينية الكورية (تيمتشاى沈菜 بمعنى الخضر المغمورة)، والتى تظهر في سوهاك إيُنهاى، وهى الترجمة الكورية من القرن السادس عشر للكتاب الصيني Xiaoxue [بحاجة لمصدر]، يمكن وصف التغييرات الصوتية من الكورية الوسطى إلى الكورية الحديثة فيما يتعلق بالكلمة على النحو التالي:[بحاجة لمصدر]
(تيمتشاى 팀 ᄎ ᆡ ،沈菜)> (ديمتشاى 딤 ᄎ ᆡ)> (جيمتشاى 짐 ᄎ ᆡ)> (جيمتشوى 짐츼)> (جيمتشى 김치)

## التاريخ قديماً
يعود أصل الكمجي، إلى فترة الممالك الثلاث المبكرة، على الأقل (37 قبل الميلاد - 7 بعد الميلاد)، حيث كانت الأطعمة المخمرة متاحة على نطاق واسع، وتشير سجلات الممالك الثلاث، (نصوص تاريخية صينية، نُشرت عام 289 م)، إلى أن: شعب مملكة جوجوريو (في إشارة إلى الشعب الكوري)، ماهرون في صنع الأطعمة المخمرة، مثل النبيذ ومعجون فول الصويا والأسماك المملحة والمخمرة، وذلك في القسم المسمى: دونجيا، في كتاب ويى، حيث يذكر سامجوك ساجى، (سجل تاريخي للممالك الكورية الثلاث)، إلى جرة المخلل المستخدمة في تخمير الخضروات، مما يشير إلى أن الخضروات المخمرة، كانت تؤكل عادة خلال تلك الفترة، كما انتشر الكميتشى، أثناء عهد أسرة شيللا (57 ق.م - 935 م)، حيث انتشرت البوذية، في جميع أنحاء البلاد، وعززت أسلوب حياة نباتي.

كان تخليل الخضار طريقة مثالية، قبل ظهور الثلاجات، والتى ساعدت في الحفاظ على الأطعمة، في كوريا، يُصنع الكمجي خلال فصل الشتاء عن طريق تخمير الخضروات، ودفنها تحت الأرض، في أواني خزفية بنية تقليدية، تسمى أونجى، سمح هذا العمل كذلك بالارتباط بين النساء داخل الأسرة، وتُظهر قصيدة عن الفجل الكوري كتبها يي جيوبو، وهو كاتب من القرن الثالث عشر، أن كمجي الفجل كان شائعًا في كوريو (918-1392 م):
تُعد شرائح الفجل المخلل طبقًا جانبيًا صيفيًا جيدًا، والفجل المحفوظ بالملح هو طبق جانبي شتوي من البداية إلى النهاية، حيث تنمو الجذور في الأرض ممتلئة كل يوم، والحصاد بعد الصقيع، والشريحة المقطوعة بالسكين طعمها مثل الكمثرى، يي جيوبو، Dongguk isanggukjip (ترجمه: ميشيل ج بيتد Michael J. Pettid، في المطبخ الكوري: تاريخ مصور)- 
كان الكمجي عنصرًا أساسيًا في الثقافة الكورية، لكن الإصدارات التاريخية لم تذكر أنه كان طبقًا حارًا، ولم تذكر السجلات المبكرة للكمتشي الثوم أو الفلفل الحار، الذين أصبحا الآن مكونًا أساسياً في الكمجي، حيث لم يكن الفلفل الحار، معروفًا في كوريا، حتى أوائل القرن السابع عشر، نظرًا لكونه من محاصيل العالم الجديد، وقد تم إدخال الفلفل الحار، أمريكى الأصل، إلى شرق آسيا من قبل بعض التجار البرتغاليين، كما تم العثور على أول ذكر للفلفل الحار في جيبونج يوسيول، وهي موسوعة نُشرت عام 1614م، حيث كتب سَليم جيونجى، (من كُتاب القرن السابع عشر والثامن عشر)، عن الكمجي مع الفلفل الحار، ومع ذلك، لم ينتشر استخدام الفلفل الحار في الكمجي حتى القرن التاسع عشر، فالوصفات من أوائل القرن التاسع عشر، تشبه إلى حد بعيد، الكمجي الموجود اليوم، وفي عام 1766م، كتب جيونج بو سَليم جيونجى، تقارير عن أصناف الكمجي المصنوعة من عدد لا يحصى من المكونات، بما في ذلك، الكمجي المصنوع من الفجل، أو بالخيار، وغيرها، ومع ذلك، لم يتم تقديم ملفوف نابا إلى كوريا إلا في أواخر القرن التاسع عشر، وقد تم وصف كمتشي الملفوف الكامل المشابه لشكله الحالي في سيويج يونسيو، وهو كتاب طبخ نُشر في ذلك الوقت تقريباً.

## التاريخ حديثاً

### نزاع على معايير الكمجي مع اليابان1996م
في عام 1996م، احتجت كوريا على الإنتاج التجاري الياباني للكمتشي، بحجة أن المنتج الياباني (كيموتشى،キ ム チ)، مختلفًا عن الكمجي، خاصةً، لم يكن الكيموتشي الياباني مخمرًا، وأكثر تشابهًا مع أسازوكي، ضغطت كوريا من أجل الحصول على معيار دولي من Codex Alimentarius، وهي منظمة مرتبطة بمنظمة الصحة العالمية، تحدد المعايير الطوعية، لإعداد الطعام لأغراض التجارة الدولية، وفي عام 2001م، نشر الدستور الغذائي، معيارًا طوعيًا، يُعرف الكمجي بأنه: طعام مخمر، يستخدم ملفوف نابا المملح كمكون رئيسي مختلط بالتوابل، ويمر بعملية إنتاج حمض اللاكتيك عند درجة حرارة منخفضة، لكنه لم يحدد حدًا أدنى، لكمية التخمير ولم يمنع استخدام أي إضافات، وفي عام 2004م، وفي كتاب عن الحفاظ على الخضروات، حيث ذكر الكتاب أن: كمجي الباتشو يضم أكثر من سبعين بالمائة من الكمجي المُسوق، ويُشكل كمجي الفجل حوالي عشرين بالمائة من الكمجي المُسوق.

### أزمة أسعار مكونات الكمجي 2010م
وفي عام 2010م، بسبب هطول الأمطار الغزيرة، والتي تُقصر وقت حصاد الملفوف، والمكونات الرئيسية الأخرى للكمتشي، ارتفع سعر مكونات الكمجي، والكمجي نفسه بشكل كبير، وقد وصفت الصحف الكورية والعالمية ارتفاع الأسعار بأنه أزمة وطنية، حيث توقفت بعض المطاعم عن تقديم الكمجي، كطبق جانبي مجاني، وهو ما قارنته صحيفة نيويورك تايمز بمطعم هامبرغر أمريكي، حيث لم يُعد يقدم الكاتشب مجانًا، ردًا على أزمة أسعار الكمجي، وقد أعلنت حكومة كوريا الجنوبية التخفيض المؤقت للرسوم الجمركية على الملفوف المستورد، لتتزامن مع موسم الكيم جانغ، وذلك رداً على أزمة أسعار الكمتشى.
وفي عام2017م، أنفقت كوريا الجنوبية، حوالي 129 مليون دولار، لشراء 275 ألف طن من الكمجي الأجنبي، أي أكثر من 11 ضعف الكمية التي صدرتها، وذلك وفقًا للبيانات الصادرة عن دائرة الجمارك الكورية، في عام 2017م، وتستهلك كوريا الجنوبية 1.85 مليون طن من الكمجي سنويًا أو 36.1 كجم للفرد، وتستورد جزءًا كبيرًا من ذلك، معظمه من الصين، وتواجه 47.3 مليون دولار من عجز الكمجي التجاري.

## الكميتشى تراث ثقافي غير مادي
تم إدراج الكمجي على قائمة اليونسكو، للتراث الثقافي غير المادي للبشرية، مما يجعل الكمجي ثاني تراث غير مادي قدمته دولتان (كوريا الجنوبية وكوريا الشمالية)،
كما تمت إضافة كيمجانغ، (تقليد صنع الكمجي ومشاركته)، والذى يحدث عادة في أواخر الخريف، إلى القائمة باسم «كيم جانغ في جمهورية كوريا»، حيث تؤكد ممارسة الكيم جانغ الهوية الكورية، وتقوي التعاون الأسري، ويُعد أيضًا تذكيرًا مهمًا للعديد من الكوريين، بأن المجتمعات البشرية بحاجة إلى العيش، في وئام مع الطبيعة.
وقد أُدرجت صناعة الكمجي في كوريا الشمالية في القائمة في ديسمبر 2015م،  باعتبارها «تقليد صناعة الكمجي في جمهورية كوريا الشعبية الديمقراطية»، ويميل الكمجي الكوري الشمالي إلى أن يكون أقل بهارة وأحمراراً من الكمجي الكوري الجنوبي، ويقل استخدام المأكولات البحرية، مع إضافة ملح أقل، ويُستخدم السكر الإضافي للمساعدة في التخمير في المناخ البارد، ومن الجدير بالذكر، أن الكمجي طبق وطني، لدى كوريا الشمالية والجنوبية على حد سواء، ففى أثناء تورط كوريا الجنوبية في حرب فيتنام، طلبت حكومتها المساعدة الأمريكية، لضمان أن القوات الكورية الجنوبية، التي يُفترض أنها «بحاجة ماسة» إلى الغذاء، يمكنها الحصول عليه في الميدان، وقد أبلغ رئيس كوريا الجنوبية بارك تشونغ هي، الرئيس الأمريكي ليندون جونسون، أن الكمجي مهم للغاية لرفع الروح المعنوية للقوات الكورية، كما تم إرسال الكمتشى إلى الفضاء على متن Soyuz TMA-12 مع رائد الفضاء الكوري الجنوبي يى سو يون، بعد جهود بحثية بملايين الدولارات، لقتل البكتيريا، وتقليل الرائحة، دون التأثير على الطعم، وفي 22 تشرين الثاني (نوفمبر) 2017م، تم استخدام رسم شعار Google Doodle «للاحتفال بالكمجي».

## الكمتشى والصين

### 2012 حظر فعلي على صادرات الكمجي الكوري إلى الصين
عام 2012م، حظرت الحكومة الصينية فعليًا صادرات الكمجي الكوري إلى الصين من خلال اللوائح الحكومية، بتجاهل معايير الكمجي التي حددها الدستور الغذائي، وقد حددت الصين الكمجي كمشتق من أحد مطابخها الخاصة، والمسمى باو كاي، ومع ذلك، نظرًا لاختلاف تقنيات تحضير الكمتشى عن باو كاى، فإن الكمجي يحتوي على عدد أكبر من بكتيريا حمض اللاكتيك من خلال عملية التخمير، والتي تتجاوز اللوائح الصينية، ففى عام 2012م، بلغت الصادرات التجارية من الكمجي الكوري إلى الصين صفرًا، والكميات الصغيرة الوحيدة من الصادرات التي تمثل الكمجي الكوري هي أحداث المعارض التي أقيمت في الصين.

### مقاطعة في الصين
في مقال تم نُشره عام 2017م، في صحيفة نيويورك تايمز إن المشاعر المعادية لكوريا في الصين، قد ارتفعت بعد قبول كوريا الجنوبية نشر ثاد في كوريا الجنوبية، وشجعت وسائل الإعلام الصينية التي تديرها الحكومة على مقاطعة البضائع الكورية الجنوبية، وقد شجع القوميون الصينيون، على التعهد بعدم أكل الكمجي، تم انتقاد هذه الخطوة من قبل قوميين صينيين آخرين، الذين أشاروا إلى أن: الصين تعتبر الكوريين، رسميًا مجموعة عرقية متكاملة في الدولة متعددة الجنسيات، وأن الكمجي هو أيضًا من السكان الأصليين للكوريين، في مقاطعة يانبيان الكورية ذاتية الحكم كما انتقد القوميون الصينيون الكمجي الكوري، ووصفوه بأنه «مجرد مخللات»، في حين أن المعنى الحرفي للكمتشي باو كاي الصيني هو «خضروات مخللة».

### 2020 نزاع أصل الكمجي مع الصين
في نوفمبر 2020م، نشرت المنظمة الدولية للتوحيد القياسي (ISO) لوائح جديدة لصنع باو كاى، وذكرت بعض الصحف، بما في ذلك كوريا تايمز والــ بي بي سي، وذكرت مطالبة المقدمة من تديرها الدولة الصيني جلوبال تايمز التي تقول بإن تمرير هذه القوانين الجديدة تعيين «معيار دولي لصناعة الكمجي على رأسها الصين»، أثار هذا الادعاء دود فعل قوية من وسائل الإعلام الكورية الجنوبية، مما أثار الغضب على الإنترنت.
مما تسبب في إثارة ردود الفعل الغاضبة، عندما فقدت نجمة موك بانج الكورية الجنوبية Hamzy، مع 5.6 مليون مشترك على YouTube، عقدها مع وكالة Suxian Advertisingالصينية ومقرها شنغهاي، بعد إعجابها بالتعليقات التي تشير إلى أن الكمجي من أصل كوري، ومن الحوادث الأخرى التي أثارت ردود فعل ساخنة: لى زيكى، وهو شخصية صينية شهيرة على شبكة الإنترنت، تضم 14.3 مليون مشترك على YouTube، عندما شارك مقطع فيديو، تُصنع فيه الكمجي بعلامات التصنيف: مطبخ صينى وطعام صينى، وكذلك سفير جمهورية الصين الشعبية لدى الأمم المتحدة، تشانغ جون، عندما شارك صورة له، وهو يحمل الكمجي على تويتر.

## تشمل المكونات أيضاً
المكونات الأساسية للكمجي: ملفوف نابا، فجل، جزر، ملح، ثوم، صلصة السمك، مسحوق الفلفل الحار والبصل الأخضر، ستحتاج أيضًا إلى معجون من دقيق الأرز، وستحتاج أيضاً ملفوف نابا مملح قبل تحضير الكمجي، حيث يُنقع الملفوف عادة مرتين للمساعدة في الحفاظ على طعم الملح في الطبق، لتحضير توابل الكمجي، يمكن تجفيف الفلفل الحار، ثم تحويله إلى مسحوق الفلفل الحار، حيث يضاف هذا المسحوق إلى عجينة دقيق الأرز لعمل عجينة توابل الكمجي الحار، ويتم تحديد أصناف الكمجي من خلال المكونات النباتية الرئيسية ومزيج التوابل المستخدمة في نكهة الكمجي.

### خضروات
توجد أنواع عديدة من أطباق الكمجي، وأشهر وجبة في هذه الفئة هي الكرنب الكمجي، يُعد هذا الطعام الحار مصدر فخر، ويُذكر بطعم المنزل الجيد، بالنسبة للعديد من العائلات، يُعد الملفوف (الكرنب بأنواعه: ملفوف نابا، وهو الملفوف الصينى، بومدونج وله أوراق قوية ومتساقطة، ملفوف ذو رأس، وهو الكرنب)، والفجل (فجل مو الكوري، فجل ذيل الحصان، له العديد من الجذور، ويولمو وهوفجل صيفى صغير)، من أكثر خضروات الكمجي شيوعًا، كما تشمل خضروات الكمجي الأخرى: أستر (عشب معمر كورى)، جذور زهرة البالون (بلاتيكون)، جذور الأرقطيون، الكرفس ، الكزبرة ، الرشاد ، الخضر تاج ديزي (أقحوان جارلاند)، الخيار، الباذنجان، جذور اللوتس، الخردل والبصل، مومورديكا شارانتيا (كرمه استوائية أوشبه استوائية)، القرع ، فجل الخضر، البصل الأخضر ، براعم فول الصويا، والسبانخ، بنجر السكر، البطاطا الحلوة، والطماطم (البندورة)، جذور زهرة الكرة الأرضية، زهرة البابونج، الجرجير، أوراق أقحوان التاج، الخيار، الباذنجان، الثوم المعمر، قشورالثوم، الزنجبيل، براعم أنجليكا الكورية، البقدونس الكوري، الثوم المعمر البرى الكوري، أوراق البريلا الكورية (نوع من البريلا في عائلة النعناع)، براعم الخيزران، القرع، أوراق الفجل، أوراق اللفت.

### توابل
يستخدم ملح التجفيف (حجم حباته أكبر مقارنة بملح المطبخ)، بشكل أساسي للتمليح الأولي لخضروات الكمجي، يجري معالجتها بشكل ضئيل، فهي تساعد على تطوير النكهات في الأطعمة المخمرة، ويُملح الملفوف عادة مرتين عند صنع الكمجي الحار، وتشمل التوابل المستخدمة بشكل شائع (مسحوق الفلفل الحار)، والثوم المعمر والثوم والزنجبيل، والبصل الأخضر، (المأكولات البحرية المالحة)، والتى يمكن استبدالها بالمأكولات البحرية النيئة، في الأجزاء الشمالية الباردة من شبه الجزيرة الكورية، يفضل استخدام (الجمبري المملح) أو (سمك القاروس المالح)، كما يتم تقليل كمية المأكولات البحرية المالحة، أيضًا في المناطق الشمالية والوسطى، وفي كوريا الجنوبية، من ناحية أخرى، يتم استخدام كمية كبيرة من (الأنشوجة المملحة) و (ذيل السمكة المملحة) بشكل شائع، ويُستخدم المحار الخام أو دايجو-أجامي-جيوت (خياشيم سمك القد المملحة) في مناطق الساحل الشرقي.

## من أصناف الكمجي
هناك المئات من أصناف الكمجي، المصنوعة من خضروات مختلفة كمكونات رئيسية، تقليديا، كان يُخزن في أواني فخارية كبيرة تحت الأرض، لمنع الكمجي من التجمد خلال أشهر الشتاء، وكانت الطريقة الأساسية لتخزين الخضار طوال المواسم، في الصيف، أبقى التخزين في الأرض الكمجي باردًا بدرجة كافية لإبطاء عملية التخمير،  في الأزمنة المعاصرة، تُستخدم ثلاجات الكمجي بشكل أكثر شيوعًا لتخزين الكمجي، يُعتبر الكمجي من أهم الأطباق في المطبخ الكوري، «الكمجي» هو المصطلح الكوري للخضروات المخمرة، ويشمل الملح والخضروات المتبلة، الكمجي هو طبق كوري تقليدي يتكون من خضروات مخللة، والتي تُقدم بشكل أساسي كطبق جانبي مع كل وجبة، ولكن يمكن أيضًا تقديمها كطبق رئيسي، يُعرف الكمجي على مستوى العالم بأنه طبق ملفوف حار مخمر.
الاختلافات ليست محدودة، حيث يمكن للكوريين: صُنع الكمجي من أي شيء صالح للأكل؛ وهو مفهوم يمتد نحو الاحتمالات اللانهائية ..."  تستمر تنوعات الكمجي في النمو، وقد تختلف النكهة حسب المنطقة والموسم تقليديا، تم نقل سر تحضير الكمجي من الأمهات إلى بناتهن في محاولة لجعلهن زوجات مناسبات لأزواجهن ومع ذلك، مع التقدم التكنولوجي الحالي وزيادة استخدام وسائل التواصل الاجتماعي ، يمكن الآن للعديد من الناس حول العالم الوصول إلى وصفة تحضير الكمجي، إنه ذو قيمة غذائية عالية ويقدم أطعمة ذات نكهات عميقة وحارة تُناسب العديد من فئات الناس، كما يوضح الثقافة الكورية:
يميل الكمجي من كوريا الشمالية إلى تناول كميات أقل من الملح والفلفل الأحمر ، وعادةً لا يشمل المأكولات البحرية المملحة للتوابل، غالبًا ما يكون للكمجي الشمالي قوام مائي، الكمجي المصنوع في كوريا الجنوبية، مثل (جولا دو، جيوان جسانج دو)، حيث يُستخدم الملح والفلفل الحار، (ميول شي جيت멸치젓 ، أنشوجة مملحة تُترك للتخمر)، (سيوجيت새우젓 ، روبيان مملح يُترك للتخمير)، (멸치 액젓ميول شياك جيُت)، (까나리 액젓 كاناريَك جيُت)، الأنشوجة السائلة، تشبه صلصة السمك المستخدمة في جنوب شرق آسيا، ولكنها أكثر سمكًا.
يُمكن تصنيف الكمجي حسب المكونات أو المناطق أو المواسم الرئيسية، يوجد اختلاف كبير في درجات الحرارة بين الأجزاء الشمالية والجنوبية في كوريا،  يوجد أكثر من 180 نوعًا معروفًا من الكمجي.  أكثر أنواع الكمجي شيوعًا هي:
- بيشو كيمتشى (배추 김치) كمجي ملفوف نابا حار، مصنوع من أوراق الملفوف الكاملة.
- بيشو جيوت جيورى (배추 겉절이) كمجي ملفوف نابا غير مخمر.
- كمجي ملفوفة بوسام (보쌈 김치)، كمجي أبيض ، مصنوع بدون الفلفل الحار.
- بايك كمجي (백김치) كمجي أبيض ، مصنوع من دون الفلفل الحار.
- دون جى شيمى (동치미) كمجي مائي غير حار.
- ناباك كمجي (나 박김치) كمجي مائي حار قليلًا.
- تشونج جاك كمجي (총각 김치) مكعبات فجل «ذيل الحصان»، كمجي شهير حار.
- كاك دوجى (깍두기 مكعبة)، مكعبات كيمتشى الفجل الكوري المعطر بقوة، يحتوي على الروبيان المخمرة.
- أوي سوباجي (오이 소박이) كمجي الخيار، الذي يمكن ملؤه بالمأكولات البحرية ومعجون الفلفل الحار، وهو خيار شائع خلال فصلي الربيع والصيف.
- با-كمجي (파김치) كمجي البصل الأخضر الحار.
- يُعد يولموكيمتشى (열무 김치)، أيضًا خيارًا شائعًا خلال فصلي الربيع والصيف، ويُصنع من فجل يولموالصيفى، ولا يلزم تخميره بالضرورة.
- جات كمجي (갓김치)، مصنوع من الخردل الهندي.
- يانج بيشو كيمتشى (양배추 김치)، كمجي الملفوف الحار، مصنوع من أوراق الملفوف «ذات الرأس» (على عكس ملفوف نابا).
- لا يُضاف (ميول شي جيت멸치젓 ، أنشوجة مملحة تُترك للتخمر)، (سيوجيت새우젓 ، روبيان مملح يُترك للتخمير)، إلى مزيج توابل الكمجي، ولكن يُطهى على نار خفيفة أولاً لتقليل الروائح وإزالة نكهة التانيك والدهون، ثم يُمزج بمكثف مصنوع من الأرز أو نشا القمح (풀)، ولقد تم إهمال هذه التقنية في السنوات الأربعين الماضية.

### وحسب اللون
فالكمجي الأبيض (بايك كمجي)، من الملفوف، ليس أحمر اللون ولا حار، ويشمل كمجي الملفوف الأبيض نابا، وأنواع أخرى مثل: كيمتشى الفجل الأبيض (دونجشيمي) من الفجل، وهو مثال على الكمجي غير الحار، وتُستخدم أصناف الكمجي الأبيض أحيانًا، كمكون في عدد من الأطباق، مثل نودلز دونجشيمي المملحة الباردة.

### وحسب مدة التخزين
الجيوتجيوري (겉절이)، عبارة عن كمجي طازج غير مختمر، موجيون جى (묵은지)، المعروف أيضًا باسم موجيون كميشى (묵은 김치)، الكمجي المسن.

### وحسب المنطقة
يعود هذا التصنيف الإقليمي إلى الستينيات ويحتوي على الكثير من الحقائق التاريخية ، لكن اتجاهات صنع الكمجي الحالية في كوريا تختلف عمومًا عن تلك المذكورة أدناه.
- بيونجان دو(كوريا الشمالية ، خارج بيونغ يانغ) تم تكييف المكونات غير التقليدية في المناطق الريفية بسبب النقص الحاد في الغذاء
- هامجيونج دو (أعالي الشمال الشرقي): نظرًا لقربها من المحيط، يستخدم الناس في هذه المنطقة بالذات الأسماك الطازجة والمحار لتتبيل الكمجي.
- هوانجىَ دو(الغرب الأوسط): يمكن وصف نكهة الكمجي في هوانجىَ دو، بأنها «معتدلة» - ليست لطيفة ولا حارة جدًا، معظم الكمجي من هذه المنطقة له لون أقل نظرًا، لعدم استخدام رقائق الفلفل الأحمر، يُطلق على الكمجي النموذجي لـ هوانجىَ دو، هباك جى (호박지)، مصنوع من اليقطين.
- جيوون جِى دو (جنوب غرب هوانجىَ دو)، حيث يشتهر الكميتشى بزخارفه الجذابة.
- («شونج شيونج دو، ما بين: جيون جى، جولا دو»)، يستخدم سكان المنطقة الخضروات المخمرة والملح والتخمير، بدلاً من استخدام الأسماك المخمرة، لصنع الكمجي اللذيذ، وتشتهر «شونج شيونج دو» بوجود أكبر مجموعة متنوعة من أنواع الكمجي.
- جانجوان دو (كوريا الجنوبية)/ كانجوان دو (كوريا الشمالية)،(الوسط الشرقي)، يتم تخزين الكمجي لفترات طويلة من الزمن، على عكس المناطق الساحلية الأخرى في كوريا، لا يحتوي الكمجي في هذه المنطقة على الكثير من الأسماك المملحة.
- جولا دو (الجنوب الغربي السفلي): تُستخدم أسماك كورفينا الصفراء المملحة، وسمك الزبد المملح في هذه المنطقة، لإعداد أصناف مختلفة للكمجي.
- كيونجسانج دو (الجنوب الشرقي السفلي): تشتهر هذه المنطقة بالنكهات المالحة والحارة في أطباقها النموذجية ولا يُستثنى من ذلك الكمجي، من أكثر مكونات التوابل شيوعًا، ميولشى جيوت (멸치젓)، والتي تنتج نكهة لذيذة بفضل المحلول الملحي.
- الدول الأجنبية : في بعض أنحاء العالم، حيث لا يتوفر الكرنب الصيني أوالباتشو، يقوم الناس أحيانًا بإعداد الكمجي الخاص بهم بالملفوف الغربي، والعديد من المكونات البديلة الأخرى مثل البروكلي، ويكون أكثر حلاوة وأقل بهارات من الأصلي.

### وحسب الموسم
صُنعت أنواع مختلفة من الكمجي تقليديًا، وفقًا لموسم السنة، بناءً على اختلاف مواسم حصاد الخضروات، وكذلك للاستفادة من المواسم الحارة والباردة، قبل إدخال التبريد الحديث، ورغم ظهور التبريد الحديث، بما في ذلك ثلاجات الكمجي، المصممة خصيصًا، مع ضوابط دقيقة، للحفاظ على أنواع مختلفة من الكمجي، في درجات حرارة المثلى في مراحل التخمير المختلفة، والتى جعلت هذا الإنتاج والاستهلاك من الكمجي غير ضروري موسمياً، لكن يستمر الكوريون في استهلاك الكمجي وفقًا للتفضيلات الموسمية التقليدية.

#### الشتاء
تقليديا ، كانت معظم أنواع الكمجي متاحة خلال فصل الشتاء. تم تحضير العديد من أنواع الكيمجانغ كمجي (김장 김치) لأشهر الشتاء الطويلة وتخزينها تحت الأرض في أوانى الكمجي الكبيرة، واليوم ، يستخدم العديد من سكان المدينة ثلاجات الكمجي الحديثة، والتي توفر تحكمًا دقيقًا في درجة الحرارة لتخزين الكيمجانغ كمجي، يبدأ الناس تقليديًا في تحضير الكمجي؛ في شهري نوفمبر وديسمبر، غالبًا ما تتجمع النساء في المنازل لمساعدة بعضهن البعض في تحضير الكمجي الشتوي، الكمجي الأبيض (بايك كمجي)، هو نوع من الكمجي يتم تحضيره عادة خلال أشهر الشتاء، ويمكن أن تشمل «بايشو كمجي» المعدة خلال هذا الموسم شرائح رفيعة من الفجل والبقدونس والصنوبر والكمثرى والكستناء والسرة (اومب 버섯) والثوم والزنجبيل، ويتم تقديم (동치미 دونجشيمى)، بشكل كبير خلال فصل الشتاء، والذى يُستخدم أيضًا في صنع نودلز دونشيمى، وهو طبق شهير خلال الأشهر الحارة، كما يتكون بيَتشو كيميشى: من الباتشو، المملح المحشو بشرائح رقيقة من الفجل، والبقدونس والصنوبر، والكمثرى والكستناء، والفلفل الأحمر المبشور، والثوم والزنجبيل، ومانا الأشنة (석이 버섯؛ سيوجي بيوسوت) والثوم والزنجبيل.

#### الربيع
بعد فترة طويلة من تناول الكيمجانغ كمجي (김장 김치) خلال فصل الشتاء، يتم استخدام الأعشاب المزروعة والخضروات الطازجة لصنع الكمجي، لا يتم تخمير هذه الأنواع من الكمجي أو حتى تخزينها لفترات طويلة من الوقت ولكن يتم تناولها طازجة.

#### الخريف
يُعد الكمجي الباتشو أكثر أنواع الكمجي شيوعًا في الخريف، يتم تحضيره عن طريق إدخال مواد حشو مخلوطة، بين أوراق الملفوف الصيني (نابا الكامل غير المقطوع، المملح سابقًا)، يمكن أن تختلف مكوناته حسب المناطق والأحوال الجوية، بشكل عام، كان مذاق الباتشو كمجي مالحًا وقويًا، حتى أواخر الستينيات، باستخدام كميات كبيرة من (ميول شي جيت멸치젓 ، أنشوجة مملحة تُترك للتخمر)، (سيوجيت새우젓 ، روبيان مملح يُترك للتخمير)، ومنذ ظهور (액젓 ، صلصة السمك كوري) في أوائل السبعينيات، ومع ذلك، يُفضل الكمجي منخفض الصوديوم عند صنعه، سواء في المنازل أو في مصانع الكمجي الكورية.

#### الصيف
الفجل (الصيفى الصغير يولمو) والخيار، هما القاعدة الأكثر شيوعًا للكمجي، الذي يتم تحضيره في الصيف، (열무 김치 يولمو كيميشى): هو كمجي مائي بارد، يؤكل عادة مع الأطعمة الزيتية، يتم تناوله في عدة قضمات، يمكن إضافة الأسماك المملحة أو المحار، وغالبًا ما يتم استخدام الفلفل الأحمر الحار المجفف أو الطازج.  

## الكائنات الحية الدقيقة الموجودة في الكمجي
هناك بعض الكائنات الحية الدقيقة الموجودة في الكمجي، وكذلك بعض العتائق والخمائر، وتُعد الأخيرة هي المسؤولة عن المستعمرات البيضاء غير المرغوب فيها التي تبدو أحيانا في المنتج، هذه الكائنات الدقيقة، موجودة بسبب البكتيريا الطبيعية، التي يتم توفيرها من خلال استخدام مواد غذائية غير معقمة في إنتاج الكمجي، خطوة تمليح المواد الخام تمنع وجود البكتيريا المسببة للأمراض والتعفن، مما يسمح لبكتيريا حمض اللاكتيك (LAB) بالازدهار، وتصبح هي، الكائنات الحية الدقيقة المهيمنة، ويزداد عدد هذه الكائنات الدقيقة اللاهوائية باطراد، خلال المراحل الوسطى من التخمير، ويُفضل أن تبقى في درجات حرارة منخفضة، حوالي 10 ℃، ودرجة حموضة 4.2-4، وتبقى في وجود كلوريد الصوديوم، نظرًا لأن الخضروات الصليبية النيئة نفسها، هي مصدر بكتيريا حمض اللاكتيك، المطلوبة للتخمير، فلا يلزم وجود بادئة لإنتاج الكمجي؛ حيث يحدث «التخمر التلقائي»، ويُحدد إجمالي عدد الكائنات الحية الدقيقة الموجودة، نتيجة التخمير، في بداية المعالجة، مما يتسبب في تغير المنتج النهائي بدرجة عالية من حيث الجودة والنكهة، ولا توجد حاليًا، طرق مُوصى بها، لمراقبة المجتمع الميكروبي، أثناء التخمير، للتنبؤ بالنتيجة النهائية.

## المنتجات الثانوية لعملية التمثيل الغذائي للكائنات الحية الدقيقة
تنتج بكتيريا LAB حمض اللاكتيك، وبيروكسيد الهيدروجين، وثاني أكسيد الكربون، كمنتجات ثانوية، أثناء عملية التمثيل الغذائي، ويعمل حمض اللاكتيك على، خفض درجة الحموضة بسرعة، مما يخلق بيئة حمضية، غير صالحة للسكن، بالنسبة لمعظم الكائنات الحية الدقيقة الأخرى، التي نجت من التمليح، يعمل هذا أيضًا على تعديل نكهة المكونات الفرعية، ويمكن أن يزيد من القيمة الغذائية للمواد الخام، حيث يمكن للمجتمع الميكروبي في عملية التخمير، تصنيع فيتامينات ب، وتحليل السليلوز، الموجود في الأنسجة النباتية، لتحرير العناصر الغذائية، التي عادة لا يمكن هضمها، بواسطة الجهاز الهضمي البشري، ويتكون بيروكسيد الهيدروجين من أكسدة النيكوتيناميد الأدينين، ثنائي النوكليوتيد (NADH)، والذى يُوفر مضادًا حيويًا ، لتثبيط بعض الكائنات الحية الدقيقة غير المرغوب فيها، ويعمل ثاني أكسيد الكربون كمادة حافظة، حيث يعمل على طرد الأكسجين لخلق بيئة لاهوائية، بالإضافة إلى إنتاج الكربنة المطلوبة في المنتج النهائي.

## إجراء
تتمثل الخطوة الأولى في صنع أي كمجي في تقطيع الملفوف أو الدايكون إلى قطع أصغر وموحدة لزيادة مساحة السطح، القطع بعد ذلك بالملح كطريقة حافظة، لأن هذا يسحب الماء لتقليل نشاط الماء الحر، هذا يمنع نمو الكائنات الحية الدقيقة غير المرغوب فيها عن طريق الحد من المياه المتاحة لهم، لاستخدامها في النمو والتمثيل الغذائي،  يمكن أن تستخدم مرحلة التمليح 5 إلى 7٪ ملوحة لمدة 12 ساعة أو 15٪ لمدة 3 إلى 7 ساعات. يتم بعد ذلك تصريف الماء الزائد، وإضافة مكونات التوابل، يعمل السكر الذي يُضاف أحيانًا أيضًا على ربط المياه الحرة المتبقية، مما يقلل من نشاط الماء الحر، أخيرًا، توضع الخضروات المملحة في برطمانات تعليب محكمة الإغلاق، وتترك لمدة 24 إلى 48 ساعة في درجة حرارة الغرفة، تركيز الملح المثالي أثناء عملية التخمير هو حوالي 3٪، نظرًا لأن عملية التخمير تؤدي إلى إنتاج ثاني أكسيد الكربون، فيجب فتح البرطمان يوميًا لإطلاق الغاز، كلما زاد التخمير الذي يحدث، سيتم تكون المزيد من ثاني أكسيد الكربون، مما ينتج عنه تأثير مشابه للكربونات.

## التغذية والصحة
يعد الكمجي ججيغاي، وهو الحساء المصنوع من الكمجي والخضروات والمرق ومكونات أخرى، طبقًا شهيرًا خلال الأشهر الباردة، الكمجي مصنوع من خضروات مختلفة، ويحتوي على نسبة عالية من الألياف الغذائية، بينما يكون منخفض السعرات الحرارية، تساهم الخضروات المستخدمة في الكمجي أيضًا في تناول فيتامين أ والثيامين (ب 1) والريبوفلافين (ب 2) والكالسيوم والحديد، وقد ذكرت مقالة نشرت عام 2003 أن الكوريين الجنوبيين يستهلكون 18 كجم (40 رطلاً) من الكمجي للشخص الواحد سنويًا، يرجع الفضل في جزء من المعجزة الكورية إلى تناول الطبق، استشهد كتاب عام 2015 بمصدر عام 2011 قال إن الكوريين البالغين يأكلون من 50 جرامًا (0.11 رطل) إلى 200 جرام (0.44 رطل) من الكمجي يوميًا، أثناء تفشي مرض السارس عام 2003 في آسيا، اعتقد الكثير من الناس أن: الكمجي يمكن أن يحمي من العدوى، بينما لم يكن هناك دليل علمي يدعم هذا الاعتقاد، ارتفعت مبيعات الكمجي بنسبة 40٪.
| العناصر الغذائية | لكل 100 جرام | العناصر الغذائية | لكل 100 جرام   |
| ---------------- | ------------ | ---------------- | -------------- |
| الطاقة الغذائية  | 32 سعر حراري | رطوبة            | 88.4 جرام      |
| بروتين خام       | 2.0 جرام     | الدهون الخام     | 0.6 جرام       |
| إجمالي السكر     | 1.3 جرام     | الياف خام        | 1.2 جرام       |
| الرماد الخام     | 0.5 جرام     | الكالسيوم        | 45 مجم         |
| الفوسفور         | 28 مجم       | فيتامين أ        | 492 وحدة دولية |
| فيتامين ب 1      | 0.03 مجم     | فيتامين ب 2      | 0.06 مجم       |
| النياسين         | 2.1 مجم      | فيتامين سي       | 21 مجم         |

| محتويات فيتامين من الكمجي الشائع ومتوسط محتويات فيتامين من 4 كمجي أثناء التخمير عند 3-7 درجات مئوية        | محتويات فيتامين من الكمجي الشائع ومتوسط محتويات فيتامين من 4 كمجي أثناء التخمير عند 3-7 درجات مئوية | محتويات فيتامين من الكمجي الشائع ومتوسط محتويات فيتامين من 4 كمجي أثناء التخمير عند 3-7 درجات مئوية | محتويات فيتامين من الكمجي الشائع ومتوسط محتويات فيتامين من 4 كمجي أثناء التخمير عند 3-7 درجات مئوية | محتويات فيتامين من الكمجي الشائع ومتوسط محتويات فيتامين من 4 كمجي أثناء التخمير عند 3-7 درجات مئوية | محتويات فيتامين من الكمجي الشائع ومتوسط محتويات فيتامين من 4 كمجي أثناء التخمير عند 3-7 درجات مئوية | محتويات فيتامين من الكمجي الشائع ومتوسط محتويات فيتامين من 4 كمجي أثناء التخمير عند 3-7 درجات مئوية | محتويات فيتامين من الكمجي الشائع ومتوسط محتويات فيتامين من 4 كمجي أثناء التخمير عند 3-7 درجات مئوية |
| وقت التخمير (أسبوع)                                                                                        | كاروتين (ميكروغرام٪ [ التوضيح مطلوب ])                                                              | فيتامين ب 1 (مكغ٪)                                                                                  | فيتامين ب 2 (مكغ٪)                                                                                  | فيتامين ب 12 (مكغ٪)                                                                                 | النياسين (ميكروغرام٪)                                                                               | فيتامين ج (ملجم)                                                                                    | |
| --- | --------------------------------------------------------------------------------------------------- | --------------------------------------------------------------------------------------------------- | --------------------------------------------------------------------------------------------------- | --------------------------------------------------------------------------------------------------- | --------------------------------------------------------------------------------------------------- | --------------------------------------------------------------------------------------------------- | --------------------------------------------------------------------------------------------------- |
| 0 | 49.5 أ                                                                                              | 41.7                                                                                                | 66                                                                                                  | 0.17                                                                                                | 740                                                                                                 | 28.9                                                                                                | |
| 1 | 44.0 (35.4) ب                                                                                       | 41.6 (40.1)                                                                                         | 47 (54)                                                                                             | 0.09 (0.09)                                                                                         | 781 (747)                                                                                           | 25.0 (25.3)                                                                                         | |
| 2 | 32.0 (30.4)                                                                                         | 70.9 (61.9)                                                                                         | 110 (99)                                                                                            | 0.19 (0.20)                                                                                         | 928 (861)                                                                                           | 27.8 (28.5)                                                                                         | |
| 3 | 26.6 (26.9)                                                                                         | 79.1 (87.5)                                                                                         | 230 (157)                                                                                           | 0.25 (0.33)                                                                                         | 901 (792)                                                                                           | 23.6 (22.3)                                                                                         | |
| 4 | 21.0 (25.3)                                                                                         | 62.7 (70.8)                                                                                         | 35 (95)                                                                                             | 0.20 (0.26)                                                                                         | 591 (525)                                                                                           | 16.7 (16.0)                                                                                         | |
| 5 | 24.2 (20.1)                                                                                         | 53.3 (49.1)                                                                                         | 40 (37)                                                                                             | 0.10 (0.16)                                                                                         | | 11.16 (11.0)                                                                                        | |
| أ baechu kimchi المخمر بشكل طبيعي ب مستويات متوسطة من أربعة كيمش ؛ الكمجي الشائع +3 أنواع الكيمشيس الملقحة | | | | | | | |
| | | | | | | | |
| المصدر: Hui et al. (2005) الذي استشهد لي وآخرون. (1960)                                                    | | | | | | | |

| المكونات العامة للكمجي (لكل 100 جرام من الحصة الصالحة للأكل) | المكونات العامة للكمجي (لكل 100 جرام من الحصة الصالحة للأكل) | المكونات العامة للكمجي (لكل 100 جرام من الحصة الصالحة للأكل) | المكونات العامة للكمجي (لكل 100 جرام من الحصة الصالحة للأكل) | المكونات العامة للكمجي (لكل 100 جرام من الحصة الصالحة للأكل) | المكونات العامة للكمجي (لكل 100 جرام من الحصة الصالحة للأكل) | المكونات العامة للكمجي (لكل 100 جرام من الحصة الصالحة للأكل) | المكونات العامة للكمجي (لكل 100 جرام من الحصة الصالحة للأكل) | المكونات العامة للكمجي (لكل 100 جرام من الحصة الصالحة للأكل) | المكونات العامة للكمجي (لكل 100 جرام من الحصة الصالحة للأكل) |
| عناصر                                                        | بايشو كمجي                                                   | ككتوجي                                                       | جات كمجي                                                     | با كمجي                                                      | بايك كمجي                                                    | يولمو كمجي                                                   | دونجشيمي                                                     | نبك كمجي                                                     |                                                              |
| ------------------------------------------------------------ | ------------------------------------------------------------ | ------------------------------------------------------------ | ------------------------------------------------------------ | ------------------------------------------------------------ | ------------------------------------------------------------ | ------------------------------------------------------------ | ------------------------------------------------------------ | ------------------------------------------------------------ | ------------------------------------------------------------ |
| السعرات الحرارية (كيلو كالوري)                               | 18                                                           | 33                                                           | 41                                                           | 52                                                           | 8                                                            | 38                                                           | 11                                                           | 9                                                            |                                                              |
| رطوبة (٪)                                                    | 90.8                                                         | 88.4                                                         | 83.2                                                         | 80.7                                                         | 95.7                                                         | 84.5                                                         | 94.2                                                         | 95.1                                                         |                                                              |
| بروتين خام (غ)                                               | 2                                                            | 1.6                                                          | 3.9                                                          | 3.4                                                          | 0.7                                                          | 3.1                                                          | 0.7                                                          | 0.8                                                          |                                                              |
| دهن خام (غ)                                                  | 0.5                                                          | 0.3                                                          | 0.9                                                          | 0.8                                                          | 0.1                                                          | 0.6                                                          | 0.1                                                          | 0.1                                                          |                                                              |
| الرماد الخام (غ)                                             | 2.8                                                          | 2.3                                                          | 3.5                                                          | 3.3                                                          | 1.5                                                          | 3.2                                                          | 2                                                            | 1.5                                                          |                                                              |
| كربوهيدرات (غ)                                               | 3.9                                                          | 7.4                                                          | 8.5                                                          | 11.8                                                         | 2                                                            | 8.6                                                          | 3                                                            | 2.5                                                          |                                                              |
| الألياف الغذائية (غ)                                         | 3                                                            | 2.8                                                          | 4                                                            | 5.1                                                          | 1.4                                                          | 3.3                                                          | 0.8                                                          | 1.5                                                          |                                                              |
|                                                              |                                                              |                                                              |                                                              |                                                              |                                                              |                                                              |                                                              |                                                              |                                                              |
| المصدر: Tamang (2015) who cited Lee (2006)                   |                                                              |                                                              |                                                              |                                                              |                                                              |                                                              |                                                              |                                                              |                                                              |

| محتوى فيتامين الكمجي (لكل 100 جرام من الحصة الصالحة للأكل)                        | محتوى فيتامين الكمجي (لكل 100 جرام من الحصة الصالحة للأكل) | محتوى فيتامين الكمجي (لكل 100 جرام من الحصة الصالحة للأكل) | محتوى فيتامين الكمجي (لكل 100 جرام من الحصة الصالحة للأكل) | محتوى فيتامين الكمجي (لكل 100 جرام من الحصة الصالحة للأكل) | محتوى فيتامين الكمجي (لكل 100 جرام من الحصة الصالحة للأكل) | محتوى فيتامين الكمجي (لكل 100 جرام من الحصة الصالحة للأكل) | محتوى فيتامين الكمجي (لكل 100 جرام من الحصة الصالحة للأكل) | محتوى فيتامين الكمجي (لكل 100 جرام من الحصة الصالحة للأكل) | محتوى فيتامين الكمجي (لكل 100 جرام من الحصة الصالحة للأكل) |
| فيتامينات                                                                         | بايشو كمجي                                                 | ككتوجي                                                     | جات كمجي                                                   | با كمجي                                                    | بايك كمجي                                                  | يولمو كمجي                                                 | دونجشيمي                                                   | نبك كمجي                                                   |                                                            |
| --------------------------------------------------------------------------------- | ---------------------------------------------------------- | ---------------------------------------------------------- | ---------------------------------------------------------- | ---------------------------------------------------------- | ---------------------------------------------------------- | ---------------------------------------------------------- | ---------------------------------------------------------- | ---------------------------------------------------------- | ---------------------------------------------------------- |
| فيتامين أ (RE)                                                                    | 48                                                         | 38                                                         | 390                                                        | 352                                                        | 9                                                          | 595                                                        | 15                                                         | 77                                                         |                                                            |
| فيتامين أ (كاروتين) (ميكروغرام)                                                   | 290                                                        | 226                                                        | 2342                                                       | 2109                                                       | 53                                                         | 3573                                                       | 88                                                         | 460                                                        |                                                            |
| فيتامين ب 1 (مغ)                                                                  | 0.06                                                       | 0.14                                                       | 0.15                                                       | 0.14                                                       | 0.03                                                       | 0.15                                                       | 0.02                                                       | 0.03                                                       |                                                            |
| فيتامين ب 2 (مغ)                                                                  | 0.06                                                       | 0.05                                                       | 0.14                                                       | 0.14                                                       | 0.02                                                       | 0.29                                                       | 0.02                                                       | 0.06                                                       |                                                            |
| النياسين (ملغ)                                                                    | 0.8                                                        | 0.5                                                        | 1.3                                                        | 0.9                                                        | 0.3                                                        | 0.6                                                        | 0.2                                                        | 0.5                                                        |                                                            |
| فيتامين سي (مغ)                                                                   | 14                                                         | 19                                                         | 48                                                         | 19                                                         | 10                                                         | 28                                                         | 9                                                          | 10                                                         |                                                            |
| فيتامين ب 6 (مغ)                                                                  | 0.19                                                       | 0.13                                                       |                                                            |                                                            |                                                            |                                                            |                                                            |                                                            |                                                            |
| حمض الفوليك (مكغ)                                                                 | 43.3                                                       | 58.9                                                       | 74.8                                                       |                                                            |                                                            |                                                            |                                                            |                                                            |                                                            |
| فيتامين هـ (مغ)                                                                   | 0.7                                                        | 0.2                                                        | 1.3                                                        |                                                            |                                                            |                                                            |                                                            |                                                            |                                                            |
| لم يتم الكشف عنه: فيتامين أ (ريتينول)، حمض البانتوثنيك ، فيتامين ب 12 ، فيتامين ك |                                                            |                                                            |                                                            |                                                            |                                                            |                                                            |                                                            |                                                            |                                                            |
|                                                                                   |                                                            |                                                            |                                                            |                                                            |                                                            |                                                            |                                                            |                                                            |                                                            |
| المصدر: Tamang (2015) who cited Lee (2006)                                        |                                                            |                                                            |                                                            |                                                            |                                                            |                                                            |                                                            |                                                            |                                                            |

## اللوائح الغذائية
لدى وكالة فحص الأغذية الكندية لوائح للإنتاج التجاري للكمجي، يجب أن يكون للمنتج النهائي درجة حموضة تتراوح من 4.2 إلى 4.5، يجب عدم ترك أي مكونات منخفضة الحموضة مع درجة حموضة أعلى من 4.6، بما في ذلك ملفوف أبيض دايكون ونابا، في ظل ظروف تسمح بنمو الكائنات الحية الدقيقة غير المرغوب فيها وتتطلب توضيحًا مكتوبًا للإجراء المصمم لضمان توفر ذلك عند الطلب، يجب أن يتضمن هذا التصميم الإجرائي خطوات، تُحافظ على تعقيم المعدات والمنتجات المستخدمة وتفاصيل جميع عمليات التعقيم.  

## الاستهلاك
غذاء أساسي في جميع الموائد الكورية، فهو لا يستهلك فقط عند تقديمه بعد تحضيره، ولكن يمكن تحضيره مع الكثير من اليخنة إلى الخلطات مع الأرز؛ الشوربات غنية جدًا، مثل الكمجي مع التوفو (كيمتشى جى جى جاى، باللغة الكورية 김치 찌개)، أو حساء الكيمتشى (كيمتشى كوك)؛ ممتاز الأرز المقلي مع الكمجي (كمجي بوكوم باب)، أو النودلز مع الكمجي (كمجي بيب مكوك سو)؛ وهى لينة لكنها لاذعة، هي إمباناديلاس كمجي إلى بخار (كمجي ماندو)، والتي يتم تناولها أيضًا في الحساء (كمجي ماندو كوك)، (كمجي جي جي جاي) إنها مجموعة متنوعة من (نوع من الحساء الكوري) مصنوعة من الكمجي.

## عادة ما يتم تقديم الأطباق مع الكمجي
يُعرف الكمجي بأنه طبق جانبي تقليدي حيث يتم تقديمه دائمًا جنبًا إلى جنب مع الأطباق الجانبية الأخرى في معظم المنازل والمطاعم الكورية. يمكن تناول الكمجي بمفرده أو مع الأرز الأبيض أو البني ، ولكنه مدرج أيضًا في وصفات الأطباق التقليدية الأخرى ، بما في ذلك العصيدة والحساء وكعك الأرز. الكمجي هو أيضًا أساس العديد من الأطباق المشتقة مثل حساء الكمجي (جيمتشى جى جاى김치 찌개)، فطيرة الكمجي (جى ميتشى بو شى مجاى 김치전)، حساء الكمجي (김칫국؛ جى ميتشى جوك)، وأرز الكمجي المقلي (김치 볶음밥 ؛ جى متشوبوكى يومباب)، يخنة قاعدة الجيش (بوداى جى جاى 부대 찌개): هو طبق شائع مصنوع من البريد العشوائي والنقانق والكمجي.

## خصائص
الكمجي يحفز الشهية وينظف الأمعاء بمحتواه من حمض اللاكتيك، وهي تشمل بكتيريا Lactobacillus kimchii، وقد أنشأت الأبحاث الحديثة أن الكمجي، يحتوي على: كمية كبيرة من فيتامين C والكاروتينات، بالإضافة إلى البروتين والكربوهيدرات والكالسيوم، والفيتامينات A، B1، B2، كما يُعد الاستهلاك العالي للكمجي ومعجون فول الصويا المخمر، من العوامل التي تزيد من خطر الإصابة بسرطان المعدة، وقد كشفت دراسة نُشرت عام 2008م، في المجلة الكورية لعلم الأحياء الدقيقة والتكنولوجيا الحيوية أن: الكمجي يحتوي على سلالة من نوع من البكتيريا "تُظهر نشاطًا عدائى "هيليكوباكتر بيلورياتر بيلوري ".

## وصلات خارجة
- "Vank". Voluntary Agency Network of Korea. مؤرشف من الأصل في 2019-05-05.
- "Korea Be Inspired". Korea Tourism Organization. مؤرشف من الأصل في 2010-07-04.